# Indiai vadszamár
Az indiai vadszamár más néven khúr vagy indiai onager (Equus hemionus khur) az ázsiai vadszamárnak egy alfaja, mely Dél-Ázsiában őshonos.
A Természetvédelmi Világszövetség szerint mérsékelten fenyegetett.  A 2009-es populációszámlálás 4038-ra becsülte állományát. A populáció azonban továbbra is nőtt. 2014-ben 4451 egyedesre becsülték az indiai vadszamár állományt. 2015-től a jelenlegi indiai vadszamár populáció kevesebb mint 1 egyedre csökkent az Vadszamár Vadvédelmi Rezervátumban és azon kívül.

## Elterjedése
Az indiai vadszamár egykoron Nyugat-India, Pakisztán (ezenbelül Szindh és Beludzsisztán), Afganisztán és Délkelet-Irán területén volt megtalálható. Ma utolsó mentsvára az Indiai Vadszamár Vadvédelmi Rezervátum és a Rann Kutch, amik mind India Gudzsarát államában találhatóak. Élettere a szikes sivatagok (rann), száraz füves puszták és cserjések.
Mivel állománya növekszik és ezáltal nagyobb térre lenne szüksége, így az utóbbi években fokozatosan elkezdett terjeszkedni és így elérve a szomszédos Rádzsasztán államot.

## Megjelenése
Mint ahogy az ázsiai vadszamár többi alfaja, teljesen különbözik az afrikai vadszamártól. A szőrzet általában homokszínű, de a vöröses szürkétől a halvány gesztenyéig változhat. Merev, sötét sörénye van, amely a fej hátsó részétől és a nyakáig tart. A sörényt ezután egy sötétbarna csík követi, amely a hátán végigfut a farka tövéig.

## Életmódja
A hajnal és alkonyat közötti időben legelészik. Fűvel, levelekkel, gyümölcsökkel, hüvelyekkel és szikes növényzettel táplálkozik. A csődörök egyedül vagy 2-3 fős legénycsapatban élnek, addig a kancákból és csikókból álló családi csordák nagy létszámúak.
India leggyorsabb állata, sebessége 70–80 km/óra, amivel simán lehagyhat egy dzsipet.

## Szaporodása
A párzási időszak rendszerint az esős évszakban van. Amikor egy kanca forróságba érzi magát, kiválik a csordából egy csődörrel, aki a riválisai ellen harcol a párzási jogáért. Néhány nap múlva a csődör és a kanca visszatérnek a csordába. A kancának egy csikója születik. A "fiú" csikók 1-2 éves korukra elhagyják a csordát, addig a "lányok" továbbra is a csordába maradnak.

## Természetvédelmi helyzete
Nem tudni, hogyan tűnhetett el Nyugat-India nagyrészéről és Pakisztánból, mivel a maharadzsáknak és a brit gyarmatosítóknak soha nem volt kedvelt vadászati célpontja. Habár az indiai mogul császárok és nemesek előszeretettel vadásztak az alfajra Dzsahángír mogul sah-al a Tuzk-e-Jahangiri alapján. Akbarnamából fennmaradt illusztrált példányban, Nagy Akbar látható egy indiai vadszamár vadászaton, ahol több egyedet Ő lőtt le.
1958 és 1960 között a Trypanosoma evansi nevű ostoros moszat által okozott és legyek által közvetített surra nevű betegség drámai csökkenést az állományban. 1961 végére az indiai vadszamár populáció 870-re csökkent a dél-afrikai lóbetegség kitörése után.
A betegségek mellett veszélyt jelent még élőhelyének sóaktivitásból eredő degradációja, a Prosopis juliflora cserje inváziója, valamint a maldhari nomádok behatolása és állataik legeltetése. A természetvédelmi törekvések által 1969 óta több, mint 4000 felettire emelkedett a populáció.

## Képek
|  |  |  |  |  |

## Fordítás
- Ez a szócikk részben vagy egészben  az   Indian wild ass című angol Wikipédia-szócikk fordításán alapul.  Az eredeti cikk szerkesztőit annak laptörténete sorolja fel. Ez a jelzés csupán a megfogalmazás eredetét és a szerzői jogokat jelzi, nem szolgál a cikkben szereplő információk forrásmegjelöléseként.